# لوچیانو زاواگنو
لوچیانو زاواگنو (انگلیسی: Luciano Zavagno؛ زادهٔ ۶ اوت ۱۹۷۷) بازیکن فوتبال اهل آرژانتین است.
از باشگاه‌هایی که در آن بازی کرده‌است می‌توان به باشگاه فوتبال تورینو، باشگاه فوتبال استراسبورگ، باشگاه فوتبال یونیکوس، باشگاه فوتبال کاتانیا، باشگاه فوتبال استودیانتس، باشگاه فوتبال تروا، باشگاه فوتبال دربی کانتی، باشگاه فوتبال آنکونا، و باشگاه فوتبال پیزا اشاره کرد.